# Le Morne Brabant
Le Morne Brabant är en halvö som utgör den yttersta sydvästra spetsen av Mauritius och domineras av ett 556 meter högt basaltiskt berg som gett hela området sitt namn. Toppen utgör en plan yta på över 12 hektar. Här finns många överhängande klippor vid de extremt branta sluttningarna. Berget omges av en lagun och är en stor turistattraktion på ön. Här finns även en av de tre återstående platserna man kan hitta en av de mest sällsynta växterna i världen, Mandrinetten. Här finns också en annan ovanlig växt som endast växer på bergets sluttningar, Trochetia buotoniana. 
Berget blev välkänt på 1800-talet när förrymda slavar använde det som ett gömställe. Efter slaveriets upphörande på Mauritius reste en grupp poliser till berget den 1 februari 1835 för att tala om för dem att de nu var fria människor. Slavarna missförstod dock insatsen och hoppade utför klipporna. Sedan detta firas dagen av mauritiska kreoler som den årliga minnesdagen för slaveriets upphörande.
2003 sattes berget upp på Mauritius lista över förslag till världsarv. 6 juli 2008 blev platsen upptagen på världsarvslistan. .